# Marcelo Machado
Marcelo Machado (Araraquara, 8 de junho de 1958) é um realizador audiovisual, conhecido por seu trabalho com vídeo experimental nos anos 1980 e, mais recentemente, por seus documentários.

## Biografia
Graduou-se em Arquitetura pela USP .
Em 1981, iniciou sua carreira na produtora Olhar Eletrônico , conhecida pelo pioneirismo e pelo caráter experimental de suas produções em vídeo. Nos primeiros trabalhos da produtora, Marcelo ajudou a documentar o surgimento da "Vanguarda Paulista" ("Música na praça", 1981) e a refletir sobre o conflito entre produção de energia elétrica e ecologia no Brasil ("Eletroagentes", 1982). Em 1983, seu primeiro trabalho ficcional, o curta-metragem "Marly Normal" (em co-direção com Fernando Meirelles) ganhou o prêmio principal no 1º Festival Video Brasil .
Ainda nos anos 1980, antes mesmo da dissolução da Olhar Eletrônico, Marcelo Machado foi diretor de programação da TV Gazeta, depois coordenador de produção da TV Cultura e em 1991, trabalhou no lançamento da MTV Brasil. Em seguida, assumiu o Departamento de Rádio e Televisão da agência de publicidade DPZ, acompanhando dezenas de campanhas nacionais e internacionais.
Em 2000 passou a se dedicar a direção de documentários e musicais para o cinema e televisão. Na televisão dirigiu a série "Música Brasileira" para o canal Multishow, fez a direção geral da série "A verdade de cada um" (NatGeo- 2010), produção executiva da série "Várzea, o futebol da quebrada" (ESPN- 2014) e a direção da série "O som da orquestra" (Selo SESC 2008-2018). Dirgiu também os documentários "Oscar Niemeyer - o arquiteto da invenção" (GNT, 2006), "Viagem ao Anhui - China" (TV Cultura SP - 2007) e "Música pelos poros" (Canal Curta - 2015). 
Para o cinema criou e co-dirigiu diversos documentários, como "Ginga, a alma do futebol brasileiro" (2004) e "O sarau" (2010). 
Fez também o roteiro e direção dos documentários "Tropicália" (2012), recuperando imagens raras do movimento tropicalista, com entrevistas inéditas de Caetano Veloso, Gilberto Gil e Tom Zé, e em "O piano que conversa" (2017) com entrevista de Benjamin Taubkin. 
Mais recentemente dirigiu "Com a palavra, Arnaldo Antunes" (2018), "Semana sem fim (2022 - Canal Curta), além de "Guto Lacaz - O olhar Iluminado" (2022) e "Villa-Lobos em Paris" (2023), ambos exibidos no Canal Arte1.

## Trabalhos[4]
| Ano  | Título                                  |
| ---- | --------------------------------------- |
| 1984 | Arquitetura moderna                     |
| 1985 | Do outro lado da sua casa               |
| 1992 | Sato                                    |
| 1993 | 14 anos em 14 minutos                   |
| 1998 | No limits                               |
| 1999 | Around the World                        |
| 2002 | Música brasileira                       |
| 2004 | Viagem ao An Hui                        |
| 2005 | Ginga - a alma do futebol brasileiro    |
| 2006 | The pure spirit of Brazil               |
| 2008 | Oscar Niemeyer, o arquiteto da invenção |
| 2009 | O apito do trem                         |
| 2009 | Piano, 300 anos de história             |
| 2011 | O Sarau                                 |
| 2011 | A família das cordas                    |
| 2012 | Tropicália                              |
| 2012 | Memórias da EFA                         |
| 2013 | Olhar, pensar, aprender                 |
| 2013 | A verdade de cada um                    |
| 2014 | Idades da moda                          |
| 2014 | A família das madeiras                  |
| 2014 | A arquitetura política de Lina Bo Bardi |
| 2017 | O piano que conversa                    |
| 2017 | Música pelos poros                      |
| 2017 | O exército dos metais                   |
| 2017 | Música nova                             |
| 2018 | Com a palavra, Arnaldo Antunes          |
| 2022 | Guto Lacaz - o olhar iluminado          |
| 2023 | Villa-Lobos em Paris                    |

## Premiaçōes
| Ano  | Prêmio                                      | Categoria                              | Trabalho                             |
| ---- | ------------------------------------------- | -------------------------------------- | ------------------------------------ |
| 1984 | 5º FestRio 1984                             | Melhor documentário                    | Do outro lado da sua casa            |
| 2005 | Festival de Cinema Brasileiro               | Melhor filme por júri popular          | Ginga - a alma do futebol brasileiro |
| 2012 | Jecheon International Music & Film Festival | Prêmio especial do júri                | Tropicália                           |
| 2012 | Festival Internacional Unasur Cine 2012     | Melhor música                          | Tropicália                           |
| 2012 | Festival Internacional Unasur Cine 2012     | Melhor direção de arte                 | Tropicália                           |
| 2012 | Festival Internacional Unasur Cine 2012     | Melhor montagem                        | Tropicália                           |
| 2012 | Prêmio APCA 2012                            | Melhor documentário                    | Tropicália                           |
| 2012 | 39º SESC Melhores filmes                    | Melhor documentário pelo voto público  | Tropicália                           |
| 2012 | IX Prêmio Fiesp/Sesi - SP de Cinema         | Melhor filme longa-metragem            | Tropicália                           |
| 2017 | Festival InEdit Brasil 2017                 | Prêmio do júri popular                 | O piano que conversa                 |
| 2017 | Fenavid 2017 Cine CBA                       | Melhor documentário por longa-metragem | O piano que conversa                 |
| 2017 | Festival de Cinema latino americano de SP   | Prêmio júri popular                    | Música pelos poros                   |
| 2020 | 25º É Tudo Verdade                          | Melhor montagem de longa-metragem      | A ponte de bambu                     |